# Pelmatosphaeridae
Pelmatosphaeridae — родина тварин типу Прямоплави (Orthonectida).
Родина була створена 1937 року вченим Stunkard, хоча єдиний її представник був описаний ще 1904 року вченими Caullery та Mesnil. Він був знайдений у водах північної Атлантики як паразит поліхет і немертин.

## Класифікація
Родина включає в себе 1 рід з 1 видом:
- Рід Pelmatosphaera
  - Pelmatosphaera polycirri